# Primera República Espanyola
La Primera República Espanyola va ser el règim polític que hi va haver a Espanya des de la seva proclamació per les Corts Generals, l'11 de febrer de 1873, fins al 29 de desembre de 1874, quan el pronunciament del general Martínez-Campos va donar inici a la Restauració borbònica. El primer intent republicà en la història d'Espanya fou una experiència curta, caracteritzada per la inestabilitat política. En els seus primers onze mesos es varen succeir quatre presidents del Poder Executiu, tots ells del Partit Republicà Democràtic Federal, fins que el cop d'Estat del general Pavía del 3 de gener de 1874 va posar fi a la República Federal proclamada en juny de 1873 i va donar pas a la instauració d'una República Unitària sota la dictadura del general Serrano, líder del conservador partit constitucional. El període va estar marcat per tres conflictes armats simultanis: la tercera guerra carlina, l'aixecament cantonal i la Guerra dels Deu Anys a Cuba. La Primera República s'emmarca dins del Sexenni Democràtic, que comença amb la Revolució de 1868 que va donar pas al regnat d'Amadeu I, al que va seguir la República, i va finalitzar amb el pronunciament del general Arsenio Martínez Campos a Sagunt que va posar fi a la República i va donar inici a la Restauració borbònica.

## Proclamació de la República Espanyola
El rei Amadeu de Savoia renuncia el 10 de febrer de 1873 a causa dels greus problemes que travessava el país (guerra carlista, guerra a Cuba, conflicte dels artillers, republicans en contra de la monarquia, etc.) i la falta de confiança de la majoria dels polítics espanyols envers el monarca. Al mateix temps el poble de Madrid va prendre els principals punts de la ciutat en suport dels diputats republicans que aconseguiren l'endemà la proclamació de la República. El republicanisme està dividit entre els que volen una República unitària (un únic govern per a tot el país) i els que volen la República federal (estats autònoms que es posen d'acord per a crear un Estat de rang superior). Des de febrer fins a juny, la presidència recau sobre Estanislau Figueras, home relativament feble, a qui donen suport els unitaris. Al juny, les Corts Constituents, que preparen una nova Constitució Republicana Federal, nomenen de President Francesc Pi i Margall (republicà federal). Aquest resultà un valuós intel·lectual i capaç home d'estat però que es va veure sobrepassat pels esdeveniments, que va desenvolupar el fallit Projecte de Constitució Espanyola de 1873.
Fins a 1931 els republicans espanyols celebraven l'11 de febrer l'aniversari de la Primera República; posteriorment la commemoració es va traslladar al 14 d'abril, aniversari de la proclamació de la Segona República, dia que entre 1932 i 1938 va ser festa nacional.

## Aixecament Cantonalista
Per tot Espanya es produeix l'aixecament cantonal, pel qual regions, ciutats o comarques es declaren repúbliques o cantons i es rebel·len contra l'Estat amb gran violència, sobretot a Alcoi. Pi i Margall dimiteix. El succeeix Nicolás Salmerón, qui encarrega a l'Exèrcit acabar amb la insurrecció. Ho aconsegueix a tot Espanya excepte a Cartagena, on els insurrectes compten amb el suport i l'armament militars. Els republicans federals es veuen desacreditats per l'aixecament cantonal. Després de la dimissió de Salmerón (deguda a la seva oposició al restabliment de la pena de mort), és nomenat President Emilio Castelar, unitari, qui aconsegueix el suport dels monàrquics contra els cantonalistes, els carlistes i els independentistes cubans. El 2 de gener de 1874, Castelar queda en minoria a les Corts, cosa que implicaria tornar a donar el govern als federals. Per a evitar-ho, el Capità General de Madrid, Manuel Pavía, l'endemà va fer un cop d'Estat ordenant a la Guàrdia Civil desallotjar l'hemicicle de les Corts. Pavia, republicà unitari, li oferix la presidència a Castelar, qui en no voler arribar a governar per mitjans antidemocràtics, va dimitir. El General Francisco Serrano formà nou govern. Dissol les Corts i governa amb el suport dels monàrquics, conservadors i republicans, nomenant-se President de la República.

## Tercera Guerra Carlina i restauració de la Generalitat

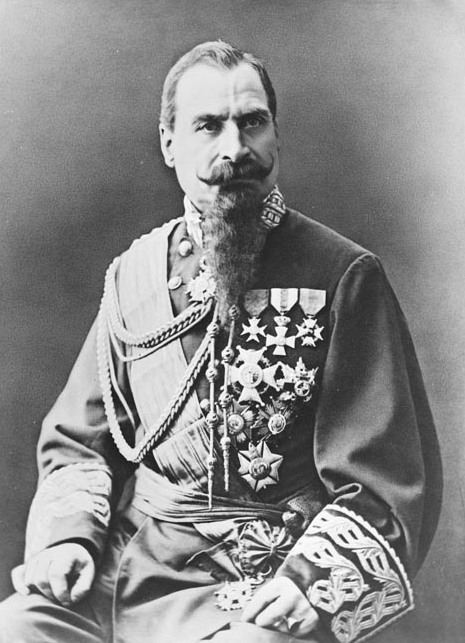
General Rafael Tristany i Parera.
Comandant general del Principat i primer President de la Generalitat de Catalunya restaurada pels carlins el 1874.

El pretendent Carles VII va cridar a la revolta el 15 d'abril de 1872 i va ser escoltat pel País Basc i Catalunya on disposà de la col·laboració de Ramon Cabrera. Un dels motius que va empènyer Catalunya a sumar-se a la revolta va ser la promesa de restitució dels Furs catalans i la restauració de la Generalitat de Catalunya abolits el 1714 per Felip V. El pretendent carlí Carles VIII impulsà el 1872 la lluita a Catalunya enviant-hi el seu germà Alfons Carles de Borbó. Les tropes dels carlins catalans comandades per Rafael Tristany prengueren Vic, Manresa i Olot davant la impotència i desesperació del govern de Madrid. Aquestes conquestes oferiren als carlins el domini d'una vasta part de tota la Catalunya interior mentre les forces lleials al govern de Madrid amb prou feines tenien capacitat per assegurar les ciutats costaneres. Com va afirmar Marià Vayreda a les seves memòries, un carlí podia travessar Catalunya des del Pirineu fins a la costa sense trepitjar ni un pam de terra liberal: mentre sabessin formar en les places dels pobles i desfilar en les entrades i sortides amb lo degut ordre, ja n'hi havia prou.
El primer acte simbòlic de la restauració de les institucions constitucionals pròpies de Catalunya fou la jura dels furs. Seguidament i a fi de restaurar les institucions constitucionals de Catalunya abolides després del 1714 els carlins restauraren oficialment la Diputació General de Catalunya l'1 d'octubre de 1874. En fou declarat President el general Rafael Tristany, que seria seguit després per Francesc Savalls. La restitució de la Diputació General de Catalunya es va aconseguir gràcies al decret que el pretendent carlí Carles VII havia signat el 26 de juliol de 1874 on confirmava la promesa de restauració de les antigues llibertats de Catalunya. La seu de la Diputació va quedar establerta provisionalment a Sant Joan de les Abadesses, localitat des d'on es publicà el Boletín Oficial del Principado de Cataluña des del desembre de 1874 al març de 1875.
El decret de constitució de la Diputació de Catalunya signat a Estella-Lizarra per Carles VII constava de vint articles que forjaven clarament els pilars de la recuperació de les llibertats catalanes. Així l'article sisè declarava a la Diputació com l'òrgan competent per imposar impostos i recaptar-los. L'article setè l'autoritzava a poder realitzar emprèstits. L'article vuitè donava poders a la Diputació per nomenar i substituir alcaldes i corporacions municipals. L'article novè l'autoritzava a nomenar els funcionaris. El desè a crear cossos policials i a tenir cura de l'exèrcit. El dotzè posava el servei de correus i telègraf sota l'autoritat de la Diputació de Catalunya. El tretzè confirmava a la Diputació per procurar per la instrucció publica. El catorzè instava la Diputació a crear en el mínim espai de temps la Reial Audiència de Catalunya amb dues sales i tres magistratures cadascuna. Segons l'historiador Jaume Grau «la restauració carlina retornava a Catalunya Impostos, Justícia, Municipis, Policia, Exèrcit, Ensenyament, Funcionaris, tot un seguit de poders competencials que Catalunya avui en dia encara no ha recuperat. Ningú no pot negar que una de les motivacions principals que impulsava els carlins catalans era la recuperació de les llibertats perdudes el 1714».
La lluita continuà fins que a Madrid fou proclamat com a rei d'Espanya Alfons XII, ja que després de la batalla de Montejurra el 17 de febrer de 1876 el pretendent carlí Carles VII va haver de passar a França i poc després Alfons XII entrava a Pamplona. La derogació dels Decrets de Nova Planta de Felip V i la restauració de la Generalitat de Catalunya es donava per acabada i es consolidava el període històric conegut per Restauració borbònica (1874-1931).

## Cap a la restauració de la Monarquia
El 29 de desembre de 1874, el general Arsenio Martínez Campos es pronuncia a Sagunt a favor de la restauració en el tron de la monarquia borbònica en la persona d'Alfons XII de Borbó, fill d'Isabel II. El triomf d'aquesta opció s'assolirà gràcies al treball previ d'Antonio Cánovas del Castillo.